# Huseník douškolistý
Huseník douškolistý (Arabis soyeri) je bíle kvetoucí horská bylina, která v české přírodě neroste. Je to vytrvalý druh širokého rodu huseník.

## Výskyt
Huseník douškolistý se vyskytuje ve dvou poddruzích:
- huseník douškolistý pravý (Arabis soyeri subsp. soyeri)
- huseník douškolistý lesklý (Arabis soyeri subsp. subcoriacea)

Zatím co v Alpách a Západních Karpatech je rozšířen huseník douškolistý lesklý, roste velmi podobný nominátní poddruh huseník douškolistý pravý v Pyrenejích. Projevuje se zde geologická vikarizace.
Druh se nejčastěji vyskytuje v subalpínském až alpínském stupni na prameništích a březích horských potoků, ve vodou zkrápěných skalních trhlinách a na místech s vlhkou kamenitou sutí nebo zásaditou půdou. Na Slovensku je tato rostlina dost rozšířená, nejčastěji roste v horském terénu Fatransko-tatranská oblasti a Slovenského ráje, nejvýše do nadmořské výšky 1800 m.

## Popis
Vytrvalá rostlina s růžici listů a jednou nebo více lodyhami, které vyrůstají z tenkého rozvětveného oddenku. Z boku hlavní listové růžice obvykle vyrůstají další, často prodloužené. Přímé nebo vystoupavé, tuhé a nevětvené lodyhy nesoucí květenství bývají vysoké 15 až 35 cm, jsou holé a jen řídce porostlé listy.
Listy přízemních růžic jsou okolo 5 cm dlouhé a 1 cm široké, čepele mají elipsovité až obvejčité a na bázi zúžené do řapíku asi 2 cm dlouhého. Po obvodě jsou celokrajné nebo oddáleně zubaté, po stranách mají 1 až 3 zuby a vrchol bývá zaoblený nebo tupě hrotitý. Na lodyze vyrůstá nejvýše 5 přisedlých elipsovitých listů s ouškatou bázi a tupým vrcholem, které se směrem vzhůru postupně zmenšují. Všechny listy jsou mírně masité, tmavě zelené, lesklé a holé. Růžice zasychají až po odkvětu.
Oboupohlavné čtyřčetné květy se 4 mm dlouhými stopkami vytvářejí v počtu 15 až 25 hroznovité květenství. Květy jsou bez listenů, pouze nejspodnější má listen podobný horním lodyžním listům. Vzpřímené kališní lístky asi 4 mm dlouhé jsou světle zelené s bílým okrajem, někdy bývají nafialovělé. Bílé korunní lístky jsou 6,5 × 2,5 mm velké. Kvetou v květnu až červenci.
Šešule na stopkách jsou dlouhé 30 až 45 mm a okolo 2 mm hrubé, mívají barvu světle zelenou nebo modravou a čnělku až 1 mm dlouhou. Tmavě hnědá a silně zploštělá semena jsou v obryse elipsovitá až okrouhlá, bývají 1,5 až 2 mm dlouhá a obvykle mají po obvodě blanitý lem.